# Брестская областная библиотека имени М. Горького
Брестская областная библиотека имени М. Горького (бел. Брэсцкая абласная бібліятэка імя М. Горкага) — библиотека в городе Бресте (Белоруссия).

## История
Открыта, предположительно, 27 января 1940 г. Первым директором библиотеки был Борис Макарович Синягов. Во время его руководства был инициирован сбор и комплектация библиотечных фондов. К 1941 году количество книг в них достигло 35 000. Количество посетителей учреждения на тот момент достигло трех тысяч человек. В годы Великой Отечественной войны работа библиотеки остановилась, а её фонды пропали. В городе, оккупированном немецкими войсками, работала городская библиотека, и в ней временно трудились сотрудники библиотеки имени М. Горького. Работа учреждения возобновилась в 1944, когда город был освобожден. Возглавила её Надежда Семёновна Бобкова. Библиотека получила свое старое здание, а спустя пять лет получила ещё одно строение. В пятидесятом году опять сменился директор — новым руководителем стал Михаил Александрович Хлебников. Спустя четыре года его сменил Николай Маркович Внуков. К тому моменту штат организации состоял из 28 человек. В 1958 г. областная библиотека принимала делегацию библиотекарей Эстонской ССР. Осенью 1961 г. в учреждении был создан отдел по работе с общественностью. В 1971 г. при общем читальном зале открылся сектор иностранной литературы. Спустя два года на базе областной библиотеки проводится Межреспубликанский семинар заведующих методическими и библиографическими отделами областных библиотек Белоруссии, некоторых областей РСФСР и зональных библиотек Латвии, Литвы и Эстонии. В декабре 1986 г. библиотека им. А. М. Горького была объединена с областной детской библиотекой. В 1987 г. библиотека им. М. Горького стала единственной в области и расположилась в двух зданиях. К 1990 году 35 000 человек посетило учреждение. На тот момент было выдано 725 251 книг.

## Награды
- 1971 г. Благодарность Брестского горкома КП Белоруссии, исполкома городского Совета депутатов трудящихся "За активное участие в сооружении первой очереди мемориального комплекса «Брестская крепость-герой».
- 1977 г. Диплом победителя Всесоюзного смотра работы библиотек, посвящённого 60-летию Великой Октябрьской социалистической революции.
- 1980 г. Похвальная грамота Политотдела войск Краснознамённого Ордена Трудового Красного Знамени БССР Западного пограничного округа КГБ СССР «За активную методическую и практическую помощь в организации и проведении смотра работы библиотек пограничных застав (кораблей) войск Краснознамённого Западного пограничного округа КГБ СССР».
- 1982 г. Почётная грамота Белорусского республиканского комитета профсоюза работников культуры «За активное культурное шефство над Вооруженными Силами СССР»[2].